# Adalur
Adalur fou el nom hitita de les muntanyes Amanus de l'època clàssica. El rei hitita Hattusilis I va derrotar el rei de Iamkhad a les muntanyes Adalur, en la seva campanya contra el regne hurrita d'Hasu.